# Bunikiele
Bunikiele (lit. Bunikėliai) – wieś na Litwie, w okręgu mariampolskim, w rejonie szakowskim.